# Natalia Chacińska
Natalia Chacińska (ur. 7 marca 1996 w Siedlcach) – polska lekkoatletka specjalizująca się w skoku w dal.
W 2013 zdobyła brąz mistrzostw świata juniorów młodszych w Doniecku. Złota medalistka mistrzostw Polski juniorek, juniorek młodszych i młodziczek.
Rekordy życiowe: stadion – 6,23 (28 maja 2017, Łódź); hala – 6,10 (14 lutego 2015, Toruń).

## Osiągnięcia
| Rok  | Impreza                               | Miejsce    | Lokata            | Wynik |
| ---- | ------------------------------------- | ---------- | ----------------- | ----- |
| 2013 | Mistrzostwa świata juniorów młodszych | Donieck    | 3. miejsce        | 6,22  |
| 2013 | Mistrzostwa Europy juniorów           | Rieti      | el. – 13. miejsce | 6,04  |
| 2015 | Mistrzostwa Europy juniorów           | Eskilstuna | 6. miejsce        | 6,16w |
| 2017 | Młodzieżowe mistrzostwa Europy        | Bydgoszcz  | el. – 24. miejsce | 6,01w |